# Station Brockhöfe
Station Brockhöfe (Haltepunkt Brockhöfe) is een spoorwegstation in het  Duitse gehucht Bahnhof Brockhöfe, gemeente Wriedel in de deelstaat Nedersaksen. Het station ligt aan de spoorlijn Uelzen - Langwedel.
De plaats Brockhöfe ligt op ongeveer 2 kilometer afstand van het station. Rond het station is het dorpje Bahnhof Brockhöfe ontstaan. Beide plaatsen liggen in de gemeente Wriedel.

## Indeling
Station Brockhöfe heeft één perron, dat is voorzien van een abri. Naast het perron staat het stationsgebouw, maar dit wordt als dusdanig niet meer gebruikt. Het station is te bereiken vanaf de straat Bahnhofstraße.

## Verbindingen
Het station wordt bediend door treinen van erixx. De volgende treinserie doet het station Brockhöfe aan:
| Serie | Treinsoort           | Route                                          | Bijzonderheden             |
| ----- | -------------------- | ---------------------------------------------- | -------------------------- |
| RB 37 | Regionalbahn (Erixx) | Bremen Hbf – Soltau (Han) – Brockhöfe – Uelzen | Rijdt eenmaal per twee uur |